# جورج ميريت (رجل أعمال)
جورج ميريت (بالإنجليزية: George Merritt)‏ هو شخصية أعمال أمريكي، ولد في 14 أغسطس 1807، وتوفي في 5 أكتوبر 1873.